# Eefke Mulder
Eefke Mulder (Nimegue, 13 de outubro de 1977) é uma jogadora de hóquei sobre a grama neerlandesa que já atuou pela seleção de seu país.

## Carreira

### Olimpíadas de 2004
Eefke conquistou uma medalha de prata nos Jogos Olímpicos de Atenas de 2004. A seleção neerlandesa chegou às semifinais após terminar a fase de grupos do torneio em primeiro lugar, com quatro vitórias em quatro jogos. Em 24 de agosto, os Países Baixos derrotaram a Argentina por 4 a 2, conseguindo vaga na grande final, que foi disputada dois dias depois contra as alemãs. Na decisão, a Alemanha venceu por 2 a 1, e Eefke ficou com a prata.

### Olimpíadas de 2008
Nos Jogos de Pequim de 2008, Eefke Mulder e suas companheiros de equipe levaram a seleção neerlandesa ao título do torneio olímpico. Após terminar a fase de grupos na primeira colocação de forma invicta, os Países Baixos golearam a Argentina na semifinal pelo placar de 5 a 2. A grande final, disputada em 22 de agosto daquele ano, terminou com a vitória de 2 a 0 das neerlandesas sobre as anfitriãs chinesas, dando a medalha de ouro para Eefke.